# 1-氰基-1,2,4-三唑
1-氰基-1,2,4-三唑是一种有机化合物，化学式为C3H2N4。它可由1,2,4-三唑和二(三甲基硅基)胺反应，得到1-三甲基硅基-1,2,4-三唑，再与溴化氰反应制得。它和1-金刚烷基甲酰肼在乙腈中回流，可以得到N-(亚氨基-1,2,4-三唑基甲基)-N'-(1-金刚烷基甲酰基)肼。它和二苯基乙二酮、水合肼反应，可以得到5,6-二苯基-3-(1,2,4-三唑基)-1,2,4-三嗪。